# Імола
Імола (італ. Imola) — місто та муніципалітет в Італії, у регіоні Емілія-Романья,  метрополійне місто Болонья.
Імола розміщена на відстані близько 280 км на північ від Рима, 34 км — на південний схід від Болоньї.
Населення — 69 638 осіб (2014).
Щорічний фестиваль відбувається 13 серпня. Покровитель — святий Кассіан (Cassiano di Imola).

## Демографія
Населення за роками:

Станом на 1 січня 2023 року в муніципалітеті офіційно проживали 7173 іноземці з 119 країн, серед них 2485 громадян країн Євросоюзу та 467 громадян України.

## Спорт
У місті знаходиться автодром Енцо та Діно Ферарі, на якому з 1981 до 2006 року відбувалися змагання Гран-прі Сан-Марино, один із етапів чемпіонату світу з автоперегонів у класі Формула-1, по суті бувши другим італійським гран-прі в календарі чемпіонату світу, лише номінально носячи звання національного гран-прі держави Сан-Марино, що знаходиться недалеко від автодрому. Гран-прі потрапив до календаря чемпіонату після того, як на трасі в Імолі було проведено Гран-прі Італії 1980 року, яке повернулося наступного року на автодром в Монці.

## Уродженці
- Джанкарло Мароккі (*1965) — відомий у минулому італійський футболіст, півзахисник, згодом — спортивний функціонер.
- Стефано Доменікалі — спортивний менеджер.

## Сусідні муніципалітети
- Арджента
- Баньяра-ді-Романья
- Борго-Тоссіньяно
- Казальфьюманезе
- Кастель-Болоньєзе
- Кастель-Гуельфо-ді-Болонья
- Конселіче
- Доцца
- Масса-Ломбарда
- Медічина
- Мордано
- Ріоло-Терме
- Солароло